# Piano et Mandore
Piano et Mandore est un tableau réalisé par le peintre français Georges Braque en 1909-1910. Cette huile sur toile est une nature morte cubiste représentant un piano et une mandore. Elle est conservée au musée Solomon-R.-Guggenheim, à New York.